# Убийство Дениса Вороненкова
Убийство экс-депутата Госдумы РФ Дениса Вороненкова произошло 23 марта 2017 года в Киеве.

## Предыстория
В октябре 2016 года экс-депутат Госдумы и член фракции КПРФ Денис Вороненков переехал вместе с семьёй на Украину. Ранее против него в России было возбуждено уголовное дело. В декабре 2016 года он принял украинское гражданство и заявил об отказе от российского, но вплоть до гибели официально оставался гражданином РФ. Он дал показания по делу отстранённого от власти в 2014 году президента Украины Виктора Януковича.

## Убийство
Убийство произошло 23 марта 2017 года в 11:23 по местному времени в Киеве на перекрёстке бульвара Тараса Шевченко и Пушкинской улицы, около дома № 7 по бульвару Шевченко. Денис Вороненков в сопровождении охранника шёл на встречу с другим экс-депутатом Госдумы Ильёй Пономарёвым.
Нападавшего подвезли к месту преступления на автомобиле Daewoo Lanos. Около отеля «Премьер-палас» он догнал идущих по тротуару мужчин. Вороненков обернулся, и убийца выстрелил в него. Охранник бросился в сторону киллера и попытался ударить того сумкой, но тот выстрелил и в него. Спустя несколько секунд нападавший подошёл к телу Вороненкова и сделал ещё два контрольных выстрела, после чего попытался скрыться по Пушкинской в сторону станции метро «Площадь Льва Толстого». Тем временем раненый охранник смог достать свой пистолет и также несколько раз выстрелить в убийцу.
В итоге, в Вороненкова попали (по разным источникам) три или четыре пули — в живот и шею. Он скончался на месте. Убийца получил сквозное ранение головы, а также ранения в грудь и ногу. Охраннику пуля попала в область груди.
Сигнал о происшествии поступил на пульт Шевченковского райотдела около 11:40, после чего оперативная группа отправилась на место. Оба раненых лежали на земле, когда приехала полиция. Их отправили в больницы: убийцу — в Городскую клиническую больницу № 17, а охранника — в Главный военный клинический госпиталь Министерства обороны Украины. Убийца был взят под стражу.
Вскоре на место преступления приехали генеральный прокурор Украины Юрий Луценко, а также жена Вороненкова, оперная певица Мария Максакова. Тело Вороненкова увезли около 14:00.
В 16:00 стало известно, что убийца Дениса Вороненкова умер во время операции в больнице. В некоторых СМИ сообщалось, что смерть наступила из-за «сбоя в системе жизнеобеспечения».
Видеозапись преступления попала в СМИ 24 марта. Журналистам её передали источники в следственных органах.
25 марта 2017 года во Владимирском соборе прошла церемония прощания с Денисом Вороненковым. В тот же день он был похоронен на Зверинецком кладбище Киева.

## Следствие
В первые часы после происшествия представители МВД Украины заявили, что первая версия — заказной характер убийства. Генеральная прокуратура Украины также открыла уголовное производство по факту убийства Дениса Вороненкова.
Полиция Украины изъяла видео с камер наблюдения с места убийства. МВД отметило, что на них зафиксирован момент преступления.
Установлено, что нападавший стрелял из пистолета ТТ, охранник — из автоматического пистолета Стечкина. C места преступления изъято 20 гильз.
При нападавшем был обнаружен паспорт на имя гражданина Украины, а также удостоверение участника боевых действий, выданное Национальной гвардией Украины.
Генпрокурор Украины Юрий Луценко на брифинге назвал две основных версии убийства Вороненкова: это «показания против Януковича» и «контрабанда в ФСБ». Предполагалось, что 23 марта Вороненков должен был дать показания военному прокурору.
Следователи допросили вдову Вороненкова Марию Максакову, а также Илью Пономарёва. Их обещали взять под охрану СБУ, но Пономарёв от этого отказался. Пономарёв сообщил, что Максакова изначально собиралась сопровождать мужа на встречу с ним, но осталась дома, так как плохо себя чувствовала. Из-за этого с Максаковой остался один из охранников, который должен был быть с Вороненковым.
24 марта СМИ опубликовали имя и фотографию предполагаемого убийцы Вороненкова. Им оказался Павел Паршов.
29 марта Следственный комитет России возбудил уголовное дело в связи с убийством Дениса Вороненкова.
9 октября 2017 года Генпрокурор Украины Юрий Луценко заявил, что заказчиком убийства Вороненкова является бывший гражданский муж Марии Максаковой Владимир Тюрин.
В апреле 2019 года Мария Максакова под присягой заявила, что её мужа «не убивали ни ФСБ, ни бывший муж Владимир Тюрин», а само убийство носило экономический характер. Эти показания, по мнению СМИ, начисто рушат версию следствия, которую годами выдвигал генпрокурор Юрий Луценко при активной поддержке, в числе прочих, бывшего российского депутата Ильи Пономарева.

## Личность предполагаемого убийцы и его сообщников

Паршов Павел Александрович

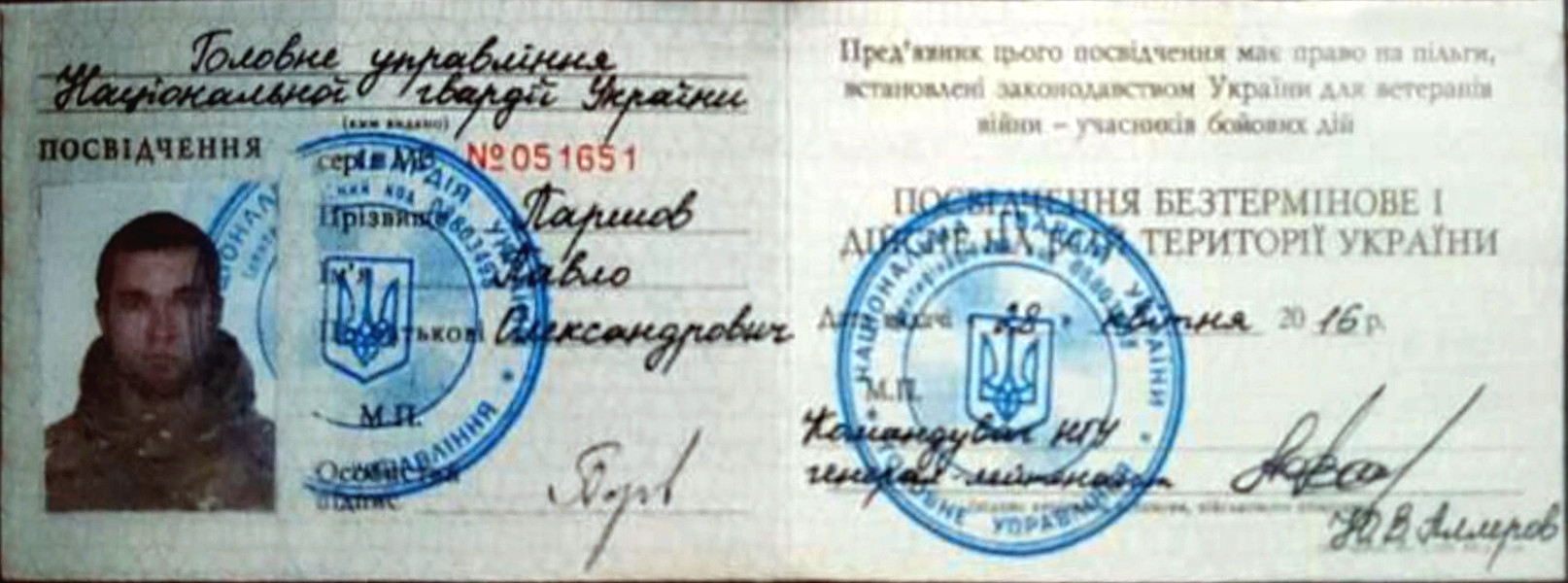
Удостоверение участника боевых действий Павла Паршова, выданное Национальной гвардией Украины

24 марта МВД установило личность предполагаемого убийцы, им оказался уроженец Севастополя Павел Александрович Паршов 28 июля 1988 года рождения, проживавший в Днепре.
С 2011 года Паршов находился в розыске за совершение преступлений, предусмотренных статьями 205 и 209 УК Украины — фиктивное предпринимательство и легализация доходов, полученных преступным путём. Находясь в розыске, Паршов был мобилизован в 2015 году, служил в учебной роте батальона, расположенной в Мелекино под Мариуполем: в августе 2015 года он был зачислен в списки личного состава воинской части № 3057 Национальной гвардии Украины. По сообщению пресс-службы Нацгвардии, в 2016 году Паршов был уволен со службы за невыполнение условий контракта.
В нацгвардии Паршов служил в батальоне «Донбасс» в Мариуполе. По словам его бывшего командира, Паршов пришёл в «Донбасс» из «Азова», и имел отношение к подразделению «Карпатська Січ», за время службы ничем не отличился и не запомнился, кроме своего бегства. Пресс-служба «Азова» не подтвердила, что он служил в их батальоне.
На брифинге СБУ 29 марта начальник департамента по защите государственности и борьбе с терроризмом Виктор Кононенко сообщил, что Служба безопасности Украины не располагает информацией о вербовке российскими спецслужбами Павла Паршова.
27 марта журналистка Алёна Лунькова разместила информацию о соучастнике убийства Вороненкова, Ярославе Левенце. Уроженец Днепропетровской области Ярослав Левенец работал тренером боевого гопака, состоял в националистической организации Яроша «Тризуб». В 2012-м он был арестован по статьям 191 ч. 5 (Присвоение или растрата чужого имущества), 205 ч. 2 (фиктивное предпринимательство), 212 ч. 3 (уклонение от уплаты налогов, сборов). В результате политического кризиса на Украине 2013-14 гг. был отпущен под домашний арест. Нарушив условия досрочного освобождения, отправился воевать в Донбасс в составе подразделении «Карпатская Сечь» батальона «Донбасс», в котором также состоял Павел Паршов. В 2016 году состоялся новый суд, во время которого Левенцу повторно избрали меру пресечения в виде домашнего ареста. По словам спикера «Правого сектора», Артёма Скоропадского, ему удалось найти жену Левенца, которая утверждает, что её муж находился в Киеве в день убийства Вороненкова.
15 июня в Павлограде был арестован подозреваемый в соучастии в организации убийства Ярослав Тарасенко, по прозвищу «Физрук» — член организации Дмитрия Яроша, бывший руководитель местного «Правого сектора», воевавший в Донбассе и имевший проблемы с правоохранительными органами Украины. 16 июня суд арестовал Тарасенко на 60 дней. Тарасенко был знакомым Паршова. По версии следствия, Тарасенко находился за рулём автомобиля, на котором предполагаемый убийца Вороненкова приехал на место убийства.
2 июня 2019 года в эфире телеканала НТВ вдова Дениса Вороненкова Мария Максакова заявила, что организатором убийства её супруга является экс-сотрудник СК РФ Денис Петрович Панаитов.